# فرضیه سحابی
فرضیه سحابی (به انگلیسی: Nebular hypothesis) نظریهٔ غالب اولیه در میان دانشمندان در خصوص ایجاد منظومهٔ شمسی، بر این اساس که سیاره‌ها از ابر غباری شکل گرفته‌اند که حول خورشید جوان به آهستگی در چرخش بوده است. بعداً در سال ۱۹۰۰، توماس چراودر چمبرلین و فارست ری مالتون تصور کردند ستاره‌ای سرگردان به خورشید نزدیک شده است. در نتیجه، زائدهٔ سیگار مانندی از مواد از سطح خورشیدی جدا شده است. با دور شدن ستاره در حال عبور، مواد جدا شده از سطح خورشید به دور خورشید می‌چرخند و به آرامی به شکل سیارات متراکم می‌شوند. آنها معتقد بودند خورشید توسط سحابی خورشیدی احاطه شده است که بیشتر آن هیدروژن و هلیوم را به همراه آنچه ممکن است به عنوان گرد و غبار نامیده شود، احاطه کرده است. اصطکاک و برخورد ذرات منجر به تشکیل ابر قرص شکل شد و سیارات از طریق فرایند تجمیع شکل گرفتند. این پذیرفته‌ترین مدل در زمینه کیهان‌شناسی برای توضیح شکل‌گیری و تکامل منظومه شمسی (و همچنین سایر منظومه‌های ستاره‌ای) است. این نظریه نشان می‌دهد منظومه شمسی از مادهٔ سحابی تشکیل شده است. این تئوری توسط امانوئل کانت پرداخته شد و در تاریخ طبیعی جهان و نظریه آسمان‌ها به سال ۱۷۵۵ منتشر شد و سپس در سال ۱۷۹۶ توسط پیر لاپلاس اصلاح شد. این نظریه ابتدا فقط در مورد منظومه شمسی به کار می‌رفت، اما دربارهٔ فرایند شکل‌گیری سیستم سیاره‌ای در سراسر هستی به کار می‌رود.